# Bancroft (Dakota del Sud)
Bancroft è un centro abitato (town) degli Stati Uniti d'America, situato nella contea di Kingsbury nello Stato del Dakota del Sud. La popolazione era di 19 persone al censimento del 2010.

## Storia
Bancroft ha avuto il suo inizio alla fine del 1880 quando la ferrovia è stata estesa fino a quel punto. La città probabilmente prende il nome da L. L. Bancroft, un editore di un giornale locale. Un ufficio postale è stato creato a Bancroft nel 1889.

## Geografia fisica
Bancroft è situata a 44°29′15″N 97°45′03″W (44.487523, -97.750803).
Secondo lo United States Census Bureau, ha un'area totale di 0,23 miglia quadrate (0,60 km²).

## Società

### Evoluzione demografica
Secondo il censimento del 2010, c'erano 19 persone.
2010
Al censimento del 2010, c'erano 19 persone, 10 famiglie e 6 famiglie residenti nella città. La densità di popolazione era di 82,6 abitanti per miglio quadrato (31,9/km2). C'erano 13 unità abitative con una densità media di 56,5 per miglio quadrato (21,8/km2). La composizione razziale della città era del 94,7% bianca e del 5,3% di due o più razze.
C'erano 10 famiglie, di cui il 10,0% aveva figli di età inferiore ai 18 anni che vivevano con loro, il 60,0% erano coppie sposate che convivono e il 40,0% non erano famiglie. Il 40,0% di tutte le famiglie era composto da individui e il 30% aveva qualcuno che viveva da solo di età pari o superiore a 65 anni. La dimensione media della famiglia era 1,90 e la dimensione media della famiglia era 2,50.
L'età media della città era di 54,3 anni. Il 15,8% dei residenti aveva meno di 18 anni; lo 0% aveva un'età compresa tra 18 e 24 anni; il 26,3% aveva dai 25 ai 44 anni; il 26,4% aveva tra i 45 ei 64 anni; e il 31,6% aveva 65 anni o più. La composizione di genere della città era del 42,1% maschile e del 57,9% femminile.

2000
Al censimento del 2000 c'erano 37 persone, 13 famiglie e 10 famiglie residenti nella città. La densità di popolazione era di 157,9 persone per miglio quadrato (62,1/km2). C'erano 15 unità abitative con una densità media di 64,0 per miglio quadrato (25,2/km2). La composizione razziale della città era per il 97,00% bianca.
C'erano 13 famiglie, di cui il 46,2% aveva figli di età inferiore ai 18 anni che vivevano con loro, il 76,9% erano coppie sposate che convivono e il 15,4% non erano famiglie. Il 15,4% di tutte le famiglie era composto da individui e il 15,4% aveva qualcuno che viveva da solo di età pari o superiore a 65 anni. La dimensione media della famiglia era 2,85 e la dimensione media della famiglia era 3,18.
Nel comune la popolazione era distribuita, con il 27,0% di età inferiore ai 18 anni, il 5,4% tra i 18 e i 24 anni, il 27,0% tra i 25 e i 44 anni, il 18,9% tra i 45 e i 64 anni e il 21,6% tra i 65 anni o più vecchio. L'età media era di 38 anni. Per ogni 100 femmine, c'erano 131,3 maschi. Per ogni 100 femmine dai 18 anni in su, c'erano 107,7 maschi.
Il reddito medio per una famiglia in città era di $ 43.500 e il reddito medio per una famiglia era di $ 44.000. I maschi avevano un reddito medio di $ 23.333 contro $ 16.250 per le femmine. Il reddito pro capite per la città era di $ 14.753. Nessuno della popolazione o delle famiglie era al di sotto della soglia di povertà.

### Etnie e minoranze straniere
Secondo il censimento del 2010, la composizione etnica della città era formata dal 100,0% di bianchi.